# تكون الجبال
نشوء الجبال أو التجبل وهي تشير إلى القوى والأحداث التي تؤدي إلى تشوه تركيبي كبير في الغلاف الصخري للأرض (القشرة الأرضية والدثار) بسبب التحام الصفائح التكتونية. وينتج عن التجاوب مع مثل هذا الالتحام تكوين مسالك طويلة من الصخور شديدة التشوه المسماة الأوروجينات أو الأحزمة الأوروجينية[بحاجة لمصدر] أو الأَحْزِمَة الشُّمُوخِيَّة. وهي الآلية الأساسية التي تتكون من خلالها الجبال على القارات. وتتكون الأوروجينات في الوقت الذي تتجعد فيه الصفائح القارية، ويتم دفعها لأعلى لتشكيل سلاسل جبلية، وتتضمن مجموعة كبيرة من العمليات الجيولوجية التي تسمى عمومًا تكوّن الجبال.

## الأسماء والتأثيل
ولاسم نُشُوءُ الجِبَالِ مردافات منها: تَكَوُّنُ الجِبَالِ أو  بناء الجبال أو التجبُّل.

### التأثيل
كلمة الأوروجينية من أصل إغريقي، وهي مؤلفة من مقطعين الأول هو «Oros» ويعني جبل والثاني هو «Genesis» ويعني ولادة، وبهذا يكون معنى كلمة أوروجيني هو «ولادة الجبال». وتشتق كلمة «الحركة الأوروجينية» أي التجبلية من اليونانية (oros بمعنى «جبل» بالإضافة إلى genesis بمعنى «نشوء» أو «تكوين»)،

## الجغرافيا الطبيعية

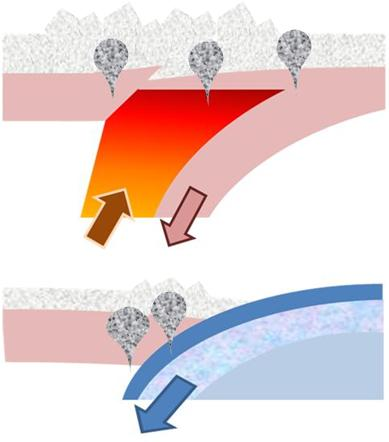
عمليتان يمكن أن تسهما في تشكيل الأوروجين. الأعلى: الفصل إلى طبقات رقيقة عن طريق اندساس الغلاف الموري الساخن؛ الأسفل: انزلاق القشرة المحيطية. أدت العمليتان إلى تشكيل صخور جرانيت موجودة في أماكن مختلفة (الفقاقيع في المخطط)، والتي تقدم أدلة على العملية التي تحدث فعليًا.

انزلاق صفيحة محيطية بواسطة صفيحة قارية لتشكيل أوروجين غير تصادمي. (مثال: جبال الأنديز)

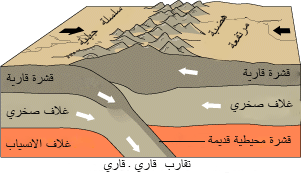
تصادم قاري يقع بين صفيحتين قاريتين يؤدي إلى تشكيل أوروجين تصادمي. ومع ذلك، في الغالب لا يحدث انزلاق للقشرة القارية، ولكن يتم رفعها فقط. (مثال:جبال الألب)

يكتمل تشكيل الأوروجين جزئيًا من خلال عمليات الانزلاق التكتونية، بينما يتم دفع قارة بقوة فوق صفيحة محيطية (أوروجينات غير تصادمية) أو تقارب قارتين أو أكثر (أوروجينات تصادمية).
عادةً ما تنشأ عن الحركة التجبلية بنيات مقوسة (من الفعل arcuare، بمعنى ينحني مثل قوس) طويلة، تعرف باسم الأحزمة التجبلية. وبشكل عام، تتكون الأحزمة التجبلية من أشرطة صخرية متوازية وطويلة تتميز بخصائص مشابهة على طول الحزام. وترتبط الأحزمة التجبلية بنطاقات انزلاقية تبدد القشرة الأرضية وتنتج البراكين وتكوّن أقواس الجزر. وتُعزى البنية المقوسة إلى صلابة الصفيحة المنحدرة، بينما ترتبط نتوءات قوس الجزيرة بالتمزقات التي تقع في الغلاف الصخري المنحدر. يمكن أن تلتحق أقواس الجزر هذه بإحدى القارات خلال الحدث التجبلي.
قد تستغرق العمليات التجبلية عشرات الملايين من السنين وتكوّن الجبال من السهول أو قاع البحار. ويرتبط الارتفاع الطوبوغرافي للجبال التجبلية بمبدأ الاتزان الأرضي، وهو عبارة عن توازن قوة الجاذبية الهابطة على سلسلة جبال قببية (مكونة من مادة قشرة قارية خفيفة) والقوى الرافعة المعومة الناتجة عن الدثار السفلي الكثيف.
كثيرًا ما تتشوه التكوينات الصخرية التي تتعرض للحركة التجبلية بشدة وتتعرض للتحول. وأثناء الحركة التجبلية، ربما تندفع الصخور المدفونة في الأعماق إلى السطح. وقد تغطي مواد قاع البحر أو المواد القريبة من الشاطئ جزءًا من المنطقة التجبلية أو المنطقة بأكملها. وإذا كانت الحركة التجبلية نتيجة تصادم قارتين، فقد تصبح الجبال الناتجة عن هذه الحركة مرتفعة للغاية (انظر الهملايا).
يمكن دراسة الحدث التجبلي على أنه: (أ) حدث بنائي تكتوني و (ب) حدث جغرافي و (ج) حدث زمني. الأحداث التجبلية: (أ) تتسبب في ظاهرة بنائية مميزة تتصل بالنشاط التكتوني و (ب) تؤثر على الصخور والقشرة الأرضية في مناطق معينة و (ج) تقع في إطار مدة زمنية محددة.

### الدورة التجبلية
بالرغم من أن الحركة التجبلية تتضمن تكتونيات الصفائح، فإن القوى التكتونية تسفر عن العديد من الظواهر ذات الصلة، بما فيها الانصهار والتحول والذوبان القشري والتكثيف القشري. ويعتمد ما يحدث في أوروجين محدد على قوة الغلاف الصخري القاري وانسيابه، وكيفية تغير هذه الخصائص أثناء بناء الجبال.